# Vertrag von Huế (1883)
Der Vertrag von Huế aus dem Jahr 1883 (auch als Harmand-Vertrag bezeichnet) war ein Ungleicher Vertrag zwischen der Kolonialmacht Frankreich und dem Kaiserreich Vietnam. Der Vertrag kam auf militärischen Druck Frankreichs nach der Schlacht von Thuận An durch ein Diktat des französischen Verhandlungsführers Jules Harmand zustande. Der Vertrag wurde von der französischen Regierung unter Jules Ferry vor dem Hintergrund des militärischen Engagements im Chinesisch-Französischen Krieg nicht ratifiziert. Nach militärischen Erfolgen gegen China erfolgte im Folgejahr der Abschluss des leicht abgeänderten Patenôtrevertrages.

## Hintergrund
Nach der französischen Landnahme mit der Errichtung der Kolonie Cochinchina mit Abschluss des Vertrags von Saigon 1862 verfolgte die französische Regierung das Ziel, den Rest des Ngyuen-Kaiserreichs aus seiner traditionellen Bindung an die Hegemonialmacht China zu lösen. Die Regierung unter Jules Ferry beschloss im März 1883, einen Monat nach der Regierungsbildung den bisherigen Modus Vivendi in Indochina durch militärische Gewalt zu verändern. Das bisherige Arrangement teilte die Region in eine südliche französische Einflusssphäre der Franzosen, während der nördliche Landesteil mit der Nguyen-Dynastie zum chinesischen Einflussbereich zählte. Die französische Seite suchte durch die Entsendung eines Expeditionskorps zur Führung der Tonkin-Kampagne die militärische Eskalation um den Kaiserhof zu einem Vertragsabschluss zu bewegen. Gleichzeitig eskalierte der militärische Konflikt mit China im Chinesisch-Französischen Krieg.

## Vertragsabschluss

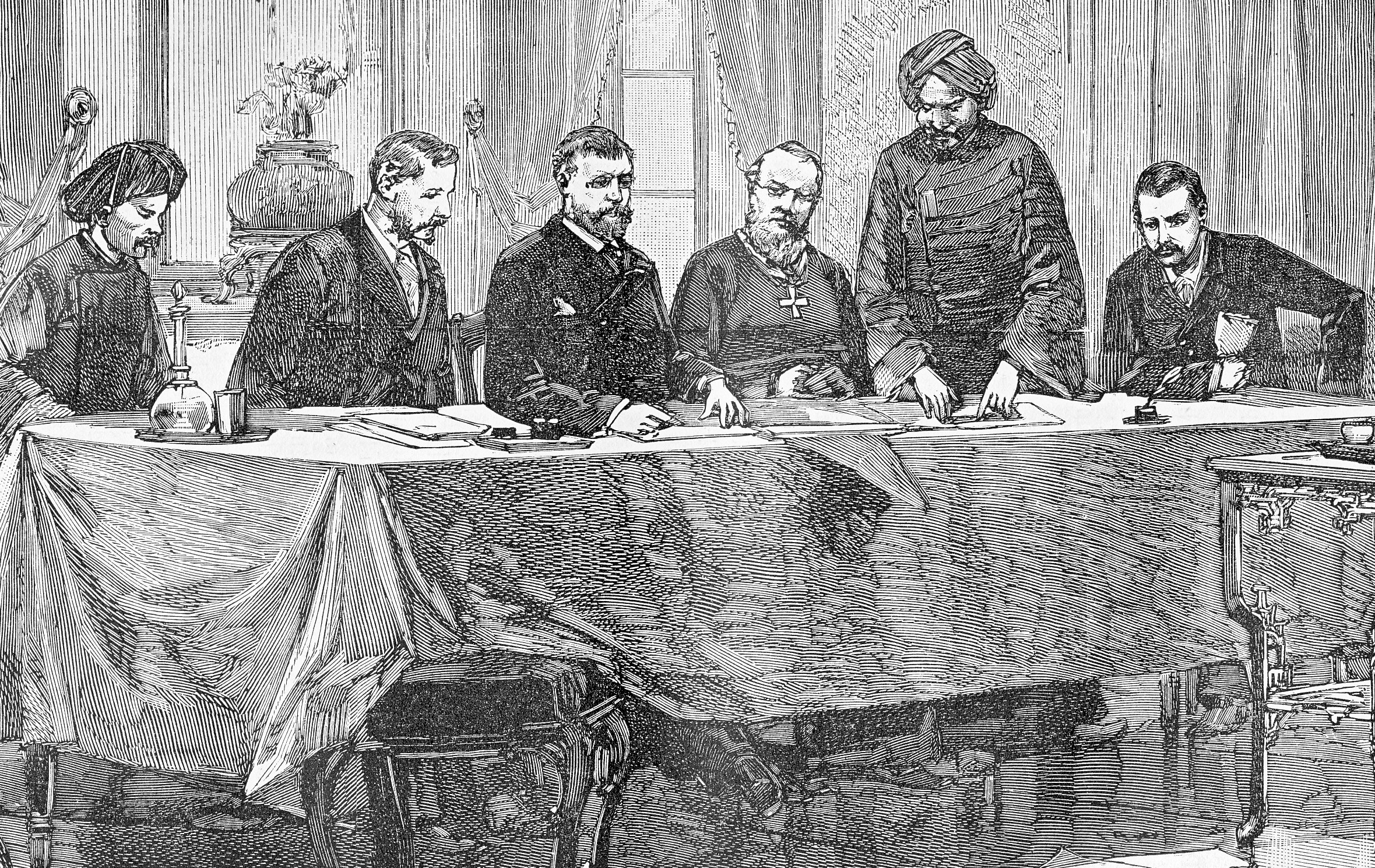
Vertragsunterzeichnung nach einer zeitgenössischen Darstellung (L. Huard, La guerre du Tonkin, Paris 1887)

Der französische Marineoffizier Henri Rivière hatte 1882 mit einer kleinen Einheit Marineinfanterie die Zitadelle von Hanoi besetzt. Im Folgejahr wurde er bei Gefechten mit vietnamesischem Militär und Banditengruppen der Schwarzen Flaggen bei Hanoi getötet. Dies nahm die französische Führung zum Anlass für eine militärische Eskalation und entsandte eine Expeditionsflotte. Diese besiegte in der Schlacht von Thuan An im Juli 1883 die Küstenbefestigungen vor der Kaiserstadt Hue. Angesichts der militärischen Hilflosigkeit sah sich der Kaiserhof gezwungen, den vom Diplomaten Jules Harmand diktierten Vertragsbedingungen zuzustimmen. Diese umfassten die Abgabe der Souveränität über die Grenzen und das Militär des Nguyen-Kaiserreichs an Frankreich. Ebenso sah sie die Annexion der kaiserlichen Provinzen Thanh Hoa, Nghe Anh und Ha Tinh vor. Harmand drohte bei den Verhandlungen mit der Vernichtung der kaiserlichen Dynastie, um seinen Forderungen Nachdruck zu verleihen.

## Folgen
Der Vertrag wurde von der französischen Regierung nicht ratifiziert, da sie aufgrund des militärischen Engagements einen Zweifrontenkrieg vermeiden wollte. Nachdem Frankreich von China in der Übereinkunft von Tientsin die Aufgabe des Hegemonialstatus bezüglich Vietnams erreicht hatte, erfolgte im August 1884 der Abschluss des Vertrags von Hue von 1884, der bis auf die Annexion der Provinzen ähnliche Konditionen enthielt.